# (13,4,1)-Blockplan
Der (13,4,1)-Blockplan ist in der endlichen Geometrie und der Kombinatorik ein spezieller symmetrischer Blockplan. Um ihn konstruieren zu können, musste dieses kombinatorische Problem gelöst werden: eine leere 13 × 13 - Matrix wurde so mit Einsen gefüllt, dass jede Zeile der Matrix genau 4 Einsen enthält und je zwei beliebige Zeilen genau 1 Eins in der gleichen Spalte besitzen (nicht mehr und nicht weniger). Das klingt relativ einfach, ist aber nicht trivial zu lösen. Es gibt nur gewisse Kombinationen von Parametern (wie hier v = 13, k = 4, λ = 1), für die eine solche Konstruktion überhaupt machbar ist. In dieser Übersicht sind die kleinsten solcher (v,k,λ) aufgeführt.

## Bezeichnung
Dieser symmetrische 2-(13,4,1)-Blockplan wird projektive Ebene oder desarguessche Ebene der Ordnung 3 genannt.

## Eigenschaften
Dieser symmetrische Blockplan hat die Parameter v = 13, k = 4, λ = 1 und damit folgende Eigenschaften:
- Er besteht aus 13 Blöcken und 13 Punkten.
- Jeder Block enthält genau 4 Punkte.
- Je 2 Blöcke schneiden sich in genau 1 Punkt.
- Jeder Punkt liegt auf genau 4 Blöcken.
- Je 2 Punkte sind durch genau 1 Block verbunden.

## Existenz und Charakterisierung
Es existiert (bis auf Isomorphie) genau ein 2-(13,4,1)-Blockplan. Er ist selbstdual und hat die Signatur 13·4. Er enthält 234 Ovale der Ordnung 4.

## Liste der Blöcke
Hier sind alle Blöcke dieses Blockplans aufgelistet; zum Verständnis dieser Liste siehe diese Veranschaulichung
```
  1   2   3   4
  1   5   6   7
  1   8   9  10
  1  11  12  13
  2   5   8  11
  2   6   9  12
  2   7  10  13
  3   5  10  12
  3   6   8  13
  3   7   9  11
  4   5   9  13
  4   6  10  11
  4   7   8  12
```

## Inzidenzmatrix
Dies ist eine Darstellung der Inzidenzmatrix dieses Blockplans; zum Verständnis dieser Matrix siehe diese Veranschaulichung
```
O O O O . . . . . . . . .
O . . . O O O . . . . . .
O . . . . . . O O O . . .
O . . . . . . . . . O O O
. O . . O . . O . . O . .
. O . . . O . . O . . O .
. O . . . . O . . O . . O
. . O . O . . . . O . O .
. . O . . O . O . . . . O
. . O . . . O . O . O . .
. . . O O . . . O . . . O
. . . O . O . . . O O . .
. . . O . . O O . . . O .
```

## Zyklische Darstellung
Es existiert eine zyklische Darstellung (Singer-Zyklus) dieses Blockplans, sie ist isomorph zur obigen Liste der Blöcke. Ausgehend von dem dargestellten Block erhält man die restlichen Blöcke des Blockplans durch zyklische Permutation der in ihm enthaltenen Punkte.
```
  1   2   4  10
```

## Orthogonale lateinische Quadrate (MOLS)
Diese projektive Ebene der Ordnung 3 ist äquivalent mit diesen 2 MOLS der Ordnung 3:
{\displaystyle {\begin{bmatrix}1&2&3\\2&3&1\\3&1&2\end{bmatrix}}\quad {\begin{bmatrix}1&3&2\\2&1&3\\3&2&1\end{bmatrix}}}

## Oval
Ein Oval des Blockplans ist eine Menge seiner Punkte, von welcher keine drei auf einem Block liegen. Hier ist ein Beispiel eines Ovals maximaler Ordnung dieses Blockplans:
```
  1   2   5   9
```